# 蟲川大杉車站
蟲川大杉站（日语：／ Mushigawa-ōsugi eki */?）位於新潟縣上越市浦川原區蟲川，是北越急行北北線的車站。
車站名稱的由來是鄰近的白山神社內存有國家指定的天然紀念物「蟲川大杉」（虫川の大杉)。

## 車站構造
- 相對式月台，擁有2面2線的無人車站，於入口處設有自動售票機。
- 考慮高速化及安全性，列車多停靠於與主幹線呈一直線的1號月台。2號月台則用於臨時列車的使用。
- 站房內設置有公共電話、自動販賣機及廁所。站前則設有停車場。

## 車站周邊
- 白山神社（蟲川大杉）
- 雪人高原・丘比特山谷（日语：キューピットバレイ）（滑雪場）

## 歷史
- 1997年3月22日　北北線通車時設立。

## 鄰近車站
北越急行
北北大島 - 蟲川大杉 - 浦川原

## 外部連結
- （日語）蟲川大杉車站（北越急行）